# Grand Prix Cycliste de Québec 2010
Grand Prix Cycliste de Québec 2010 var den første udgave af Grand Prix Cycliste de Québec og blev arrangeret 10. september over 15 runder på totalt 189 km i Quebec.

## Resultater
|    | Rytter               | Hold                  | Tid     |
| -- | -------------------- | --------------------- | ------- |
| 1  | Thomas Voeckler      | Bbox Bouygues Télécom | 4:35.26 |
| 2  | Edvald Boasson Hagen | Team Sky              | + 0.02  |
| 3  | Robert Gesink        | Rabobank              | + 0.02  |
| 4  | Ryder Hesjedal       | Garmin-Transitions    | + 0.02  |
| 5  | Staf Scheirlinckx    | Omega Pharma-Lotto    | + 0.02  |
| 6  | Alessandro Ballan    | BMC Racing Team       | + 0.02  |
| 7  | Fabian Wegmann       | Team Milram           | + 0.02  |
| 8  | Maxime Monfort       | Team HTC-Columbia     | + 0.02  |
| 9  | Francesco Reda       | Quick Step            | + 0.02  |
| 10 | Damiano Cunego       | Lampre-Farnese        | + 0.02  |